# Décembre 1893

## Événements

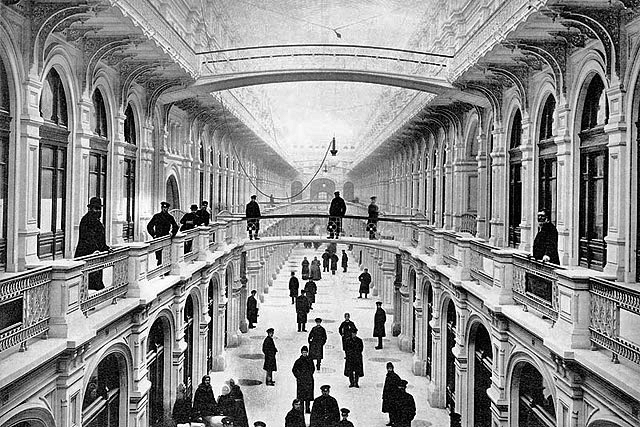
Le Goum à son ouverture en 1893.

- 2 décembre : inauguration du Goum à Moscou.
- 3 décembre, France : gouvernement Jean Casimir-Perier.
- 9 décembre : l'anarchiste Auguste Vaillant lance une bombe dans l'hémicycle de la Chambre des députés française pour venger l'anarchiste Ravachol, guillotiné le 11 juillet 1892. Vaillant sera guillotiné 2 mois plus tard après que le président Sadi Carnot eut refusé sa grâce.
- 15 décembre : soulèvements populaires à Douala au Cameroun. Mutinerie des soldats « dahoméens » de l’armée allemande[1].

- 18 décembre : Robert Machray est élu primat de l'Église anglicane du Canada.
- 26 décembre : 
  - Louis Albert Grodet devient gouverneur du Soudan français.
  - Russie : interdiction des transferts de terres communautaires à des possesseurs non paysans. Obligation pour toutes sorties du mir d’un vote de l’assemblée communale à la majorité des 2/3.
- 27 décembre : la France et la Russie décident d’agir en commun en cas de guerre avec l’Allemagne.

## Naissances
- 23 décembre : Arthur Roy Brown, aviateur.
- 25 décembre : Serge Ivanoff, peintre d'origine russe († 8 février 1983).
- 26 décembre : Mao Zedong, fondateur de la république populaire de Chine. Mort en 1976.

## Décès
- 4 décembre : Eugenio Ruspoli, explorateur et naturaliste italien (né le 6 janvier 1866).
- 7 décembre : Rodolphe Laflamme, politicien et ministre de la justice.
- 26 décembre : Georges Achille de Magrath, peintre français, né en 1819.